# الحسنيون

الحسنيون أو حسنيون، هم من نسل الحسن بن علي شقيق الحسين بن علي وسبط النبي محمد. وهم فرع من العلويين (أحفاد علي بن أبي طالب)، وأحد أهم فرعين من الأشراف مع الحسينيون.
على عكس الحسينيين، الذين تكيفوا مع العباسيين، أصر الحسنيون على تحدي حق العباسيين في قيادة العالم الإسلامي، وشنوا ثورات فاشلة في 762 و786. بعد قمع الأخيرين، استقر فرع الحسنيين، الإدريسيين، في شمال المغرب.
في المغرب، يطلق مصطلح حسني بشكل خاص على أحفاد محمد النفس الزكية، لتمييزهم عن الإدريسيين. لقد أنتج الحسنيون المغاربة سلالتين، السلالة السعدية والسلالة العلوية، التي لا تزال تحكم البلاد. 

## السلالات
تشمل السلالات الحسنية البارزة في العالم الإسلامي ما يلي:
- السلالة العلوية في المغرب[1]
- السلالة العلوية في طبرستان
- بنو الأخيضر وسط الجزيرة العربية
- السلالة البلقية في بروناي
- الدولة الحمودية في جنوب إسبانيا
- سلالة الإدريسيين بالمغرب
- بنو قتادة بمكة والأردن
- السلالة الرسية في اليمن
- السلالة السعدية المغربية[1]
- السلالة السنوسية في الجزائر وليبيا
- السليمانيون بمكة والمخلاف السليماني (جازان) واليمن
- السلالة السليمانية في غرب الجزائر